# Johan Adolf Pengel International Airport

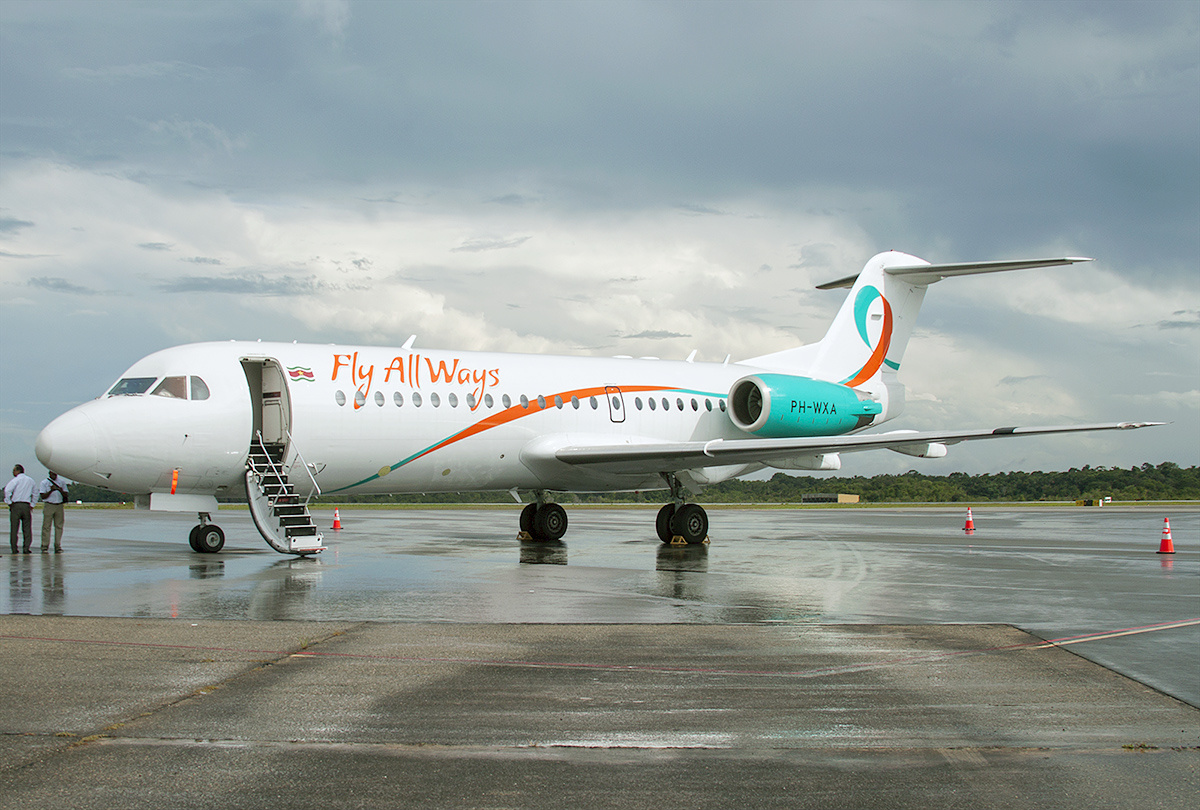
Fokker F70 van Fly All Ways

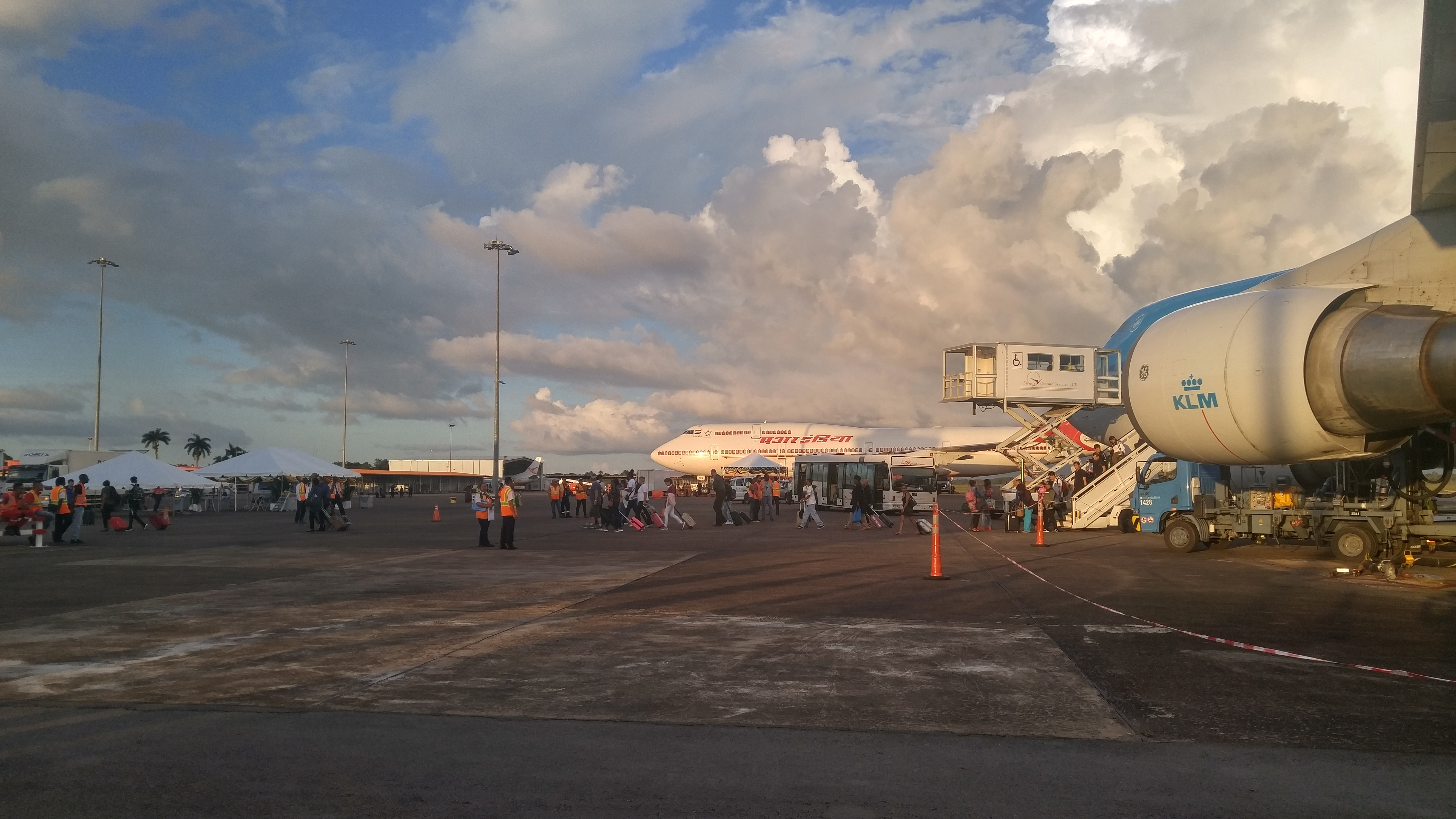
Uitstappende passagiers

Johan Adolf Pengel International Airport (IATA:PBM, ICAO:SMJP) is de nationale luchthaven van Suriname. De luchthaven ligt ongeveer 45 kilometer ten zuiden van Paramaribo, bij het dorp Zanderij en wordt daarom ook wel Luchthaven Zanderij of Paramaribo-Zanderij International genoemd. De luchthaven wordt geëxploiteerd door NV Luchthavenbeheer (Airport Management, Ltd.). Het is de thuishaven voor de Surinaamse luchtvaartmaatschappijen SLM en Fly All Ways.

## Historie

### De beginjaren
Lang voor de Tweede Wereldoorlog was de onverharde landingsbaan bij Zanderij een onderdeel van het netwerk van de Pan American World Airways (PAA). In 1928 startte Pan Am met postvluchten van Miami naar Paramaribo, hoofdstad van de toenmalige Nederlandse kolonie Suriname. Op die manier bezochten er zo vele notabelen en met name beroemde Amerikaanse piloten  Suriname. Reeds op 24 maart 1934 moesten de vrouwelijke piloot Guggenheim en haar mannelijke co-piloot Russel Thaw een noodlanding maken nabij Nieuwe Haven, omdat ze de landingsbaan van Zanderij niet konden lokaliseren. Hun Lockheed-vliegtuig was dermate beschadigd dat het terug verscheept diende te worden naar de Verenigde Staten. 
Op 16 april 1934 landde de Amerikaanse pilote Laura Ingalls met haar eenmotorige Lockheed Air Express op Zanderij tijdens de eerste solovlucht met een landvliegtuig door heel Zuid-Amerika. 
In 1934 maakte de KLM met een driemotorige hoogdekker, de Fokker F.XVIII met registratie PH-AIS en genaamd de Snip, de eerste trans-Atlantische vlucht. Op 19 december 1934 vertrok de Snip van Praia op deze roemruchte kerstvlucht en bereikte 17 uur later, na 3600 km, op 20 december om half acht in de ochtend vliegveld Zanderij. Van daaruit werd doorgevlogen naar de eindbestemming Curaçao, waar men op 22 december landde. 
In januari 1937 landde een baby Clipper Sikorsky S-38 op Zanderij met aan boord de vermogende William Henry Vanderbilt III met zijn vrouw en hun vrienden the Flying Hutchinson's. Op 3 juni 1937 arriveerde op Zanderij de Amerikaanse vliegenierster en luchtvaart pionier Amelia Earhart met haar Lockheed Model 10 Electra. Haar navigator was de ervaren voormalige Pan Am piloot Fred Noonan. Een maand later verdwenen beiden samen bij deze recordpoging de langste vlucht om de wereld te maken. Op 16 maart 1938 moesten twee piloten, Whitney en Harmon een noodlanding maken met hun Beechcraft nabij de Eerste Rijweg, aangezien zij vliegveld Zanderij niet konden vinden. 
In 1938 opent de KLM met hun tweemotorige Lockheed L-14 Super Electra (12 passagiers), genaamd Meeuw (PJ-AIM) een weekdienst van Paramaribo naar Willemstad (Curaçao). De post gaat nu heel wat sneller naar Curaçao dan met de PAA maar een commercieel succes is de lijn niet. Op 11 mei 1939 arriveerden the Flying Hutchinson Family in hun tweemotorige  Lockheed Model 10 Electra op Zanderij. Dit was tijdens hun  family round-the-world global nations flight welke via een serie radio-uitzendingen gesponsord door Pepsi Cola de ether in werd gestuurd.

### Uitbreiding tijdens deTweede Wereldoorlog
Na de val van Nederland door de bezetting van Duitse nazi-troepen in 1940, verkreeg de Verenigde Staten van de Nederlandse regering-in-ballingschap in Londen rechten op de luchthaven om er een militaire basis aan te leggen. De eerste Amerikaanse troepen kwamen  op 30 november 1941 aan op de luchthaven Zanderij. Zij breidden de faciliteiten uit als een transport uitvalsbasis voor het versturen van bevoorrading naar Engeland onder de Lend-Lease Act via lucht routes over de Zuid-Atlantische Oceaan. Het vliegveld werd gedurende de Tweede Wereldoorlog door de Verenigde Staten zodoende uitgebreid met verharde start- en landingsbanen. Zij bouwden ook de weg van Onverwacht naar Zanderij. Het Amerikaanse leger gebruikte het vliegveld voor tussenlandingen in vluchten naar Noord-Afrika. Ook waren er toen vliegtuigen voor U-bootbestrijding gestationeerd.
De United States Army Air Forces had de volgende eenheden op Zanderij gestationeerd:
- 35e Bombardment Squadron (van de 25e Tactical Reconnaissance Wing) 1 november 1941 – 7 oktober 1943 (B-25 Mitchell)

Een detachement opereerde van: Atkinson Field, Brits-Guiana, 1 november 1942 – 7 oktober 1943
Een detachement opereerde van: Piarco Airport, Trinidad, 27 augustus - 12 oktober 1943
- 99e Bombardment Squadron ( van de 9e Bombardment Group), 3 december 1941 – 31 oktober 1942 (Douglas B-18 Bolo en vanaf Trinidad Curtiss P-40 Warhawk)
- 22e Fighter Squadron (36e Fighter Group), 16 september 1942 – 16 februari 1943 (Bell P-39 Airacobra, later P-47 Thunderbolt)
- 23e Anti-submarine Squadron (Trinidad Detachement, van de Antilles Air Commando), 15 augustus – december 1943 (A-29 Hudson)

Op 2 oktober 1942 bracht een op Zanderij gestationeerde Amerikaanse Douglas B-18 Bolo bommenwerper met piloot Captain Howard Burhanna Jr. van het 99e Bombardement Eskader een Duitse onderzeeboot, de U 512 ten noorden van Cayenne met dieptebommen tot zinken. 
Midden in de Tweede Wereldoorlog, op 2 november 1943, bracht Hare Koninklijke Hoogheid Prinses Juliana vanuit Canada een bezoek aan Suriname . Per KLM-toestel Lockheed L-14 Super Electra PJ-AIM Meeuw arriveerde Prinses Juliana te Zanderij, Suriname als eerste lid ooit van het Koninklijk Huis. Na de landing van de Meeuw tezamen met de escorterende Nederlandse en Amerikaanse militaire toestellen verwelkomde gouverneur Kielstra de Prinses op Zanderij, en werd de erewacht geïnspecteerd.

### Naoorlogse hoogtepunten
Na de Tweede Wereldoorlog werd de militaire luchtmachtbasis Zanderij officieel gesloten op 30 april 1946 en op 22 oktober 1947 officieel weer overgedragen aan de Nederlandse autoriteiten, die de faciliteit wederom als civiele luchthaven in gebruik namen. De waarde van het complete luchthavencomplex werd toen beraamd op Sf. 400.000,-.
In maart 1947 landde Alfredo de Los Rios met een Luscombe Model 8-F Silvaire vliegtuig op Zanderij na een rechtstreekse vlucht vanaf de vliegtuigfabriek in Dallas (Texas). In juni 1959 arriveerden de piloten en missionarissen Robert Price en Eugene Friesen op Zanderij met hun eenmotorige vliegtuig. Zij voerden diverse medische vluchten uit naar het binnenland van Suriname tot aan de Sipaliwinisavanne. Op 3 maart 1960 landde de Amerikaanse president Dwight D. Eisenhower op Zanderij met z'n Air Force One, toen nog een Boeing 707-320B. Hij werd vergezeld door Christian Herter, Secretary of State (minister van buitenlandse zaken). Ze verlieten Suriname dezelfde dag nog. Op 14 april 1967 arriveerde op Zanderij de Amerikaanse president Lyndon B. Johnson tijdens een enorme tropische onweersbui, wederom met de Air Force One Boeing 707-320B. Er werd een overeenkomst gesloten tussen het Nederlandse gouvernement en de Verenigde Staten om luchthaven Zanderij te gebruiken ten behoeve van de Military Airlift Command (MAC) van de United States Air Force. De VS betaalde US$ 22.000,- voor 400 landingen per jaar. De bemanningen overnachtten in het Torarica Hotel. Het Amerikaanse X-15 raketvliegtuig was te bezichtigen op Zanderij tijdens een grote vliegshow, gehouden op de luchthaven van 8-13 november 1963. Op 7 april 1972 had Suriname op de luchthaven Zanderij een primeur toen de eerste Boeing 747 Jumbo Jet van de KLM op Zuid-Amerikaanse bodem landde.

## Inrichting
Deze luchthaven is officieel hernoemd naar de populaire Surinaamse staatsman Johan Adolf Pengel (1916 - 1970), maar in de volksmond wordt nog altijd de oude naam 'Zanderij' gebruikt. De herkomst van deze naam laat zich makkelijk raden bij het aanschouwen van de savanne die de luchthaven van bovenaf gezien is, midden in het schijnbaar oneindige groen van het oerwoud eromheen.
De luchthaven beschikt thans over één landingsbaan van 3,5 kilometer. Een belangrijke component van het vervoer zijn de trans-Atlantische vluchten van de KLM en de SLM (Surinam Airways) en daarnaast van regionale vluchten van enkele maatschappijen uit het Caraïbisch gebied waaronder Caribbean Airlines, Insel Air en Insel Air Aruba. Er vinden ook regelmatig vrachtvluchten plaats, met name naar Miami en de nabije regio door o.a. Amerijet en Laparkan Airways. De luchthaven wordt vaak aangedaan door diverse toestellen voor het bijtanken van kerosine (Jet A1 fuel) op verschillende vluchten van en naar Zuid-Amerika.

### Geplande modernisering
De Surinaamse overheid heeft een extra US$70 miljoen geïnvesteerd in uitbreiding en modernisering van de Johan Adolf Pengel International Airport. US$28.5 miljoen is reeds gebruikt voor het moderniseren van de aankomsthal, luchtverkeerstoren, winkelcentra en parkeerhaven, terwijl ook het platform voor vliegtuigen en de baanverlichting bij aankomst vernieuwd zijn. Tevens is er een nieuw elektriciteitsback-upsysteem geïnstalleerd. In 2013 is er een nieuw betaaldparkerensysteem in gebruik genomen op de luchthaven. De modernisering is nog niet compleet, er zijn ook al jaren plannen om de aankomst en vertrekhal met luchtslurven uit te breiden. Ook wil men een 2,7 km lange taxibaan parallel aan de 3,5 km lange start- en landingsbaan aanleggen. Het moderniseringsplan van de luchthaven, waar een investering van zo'n US$ 205 miljoen mee gemoeid is, zal medio 2019 aan de Nationale Assemblee van Suriname worden voorgelegd ter goedkeuring.

## Verbindingen
KLM, TUI Fly en SLM vliegen vanuit Amsterdam naar Paramaribo met de Boeing 777 en de Boeing 787 Dreamliner. KLM vliegt in het laagseizoen drie tot vier keer, in het hoogseizoen vijf tot zes keer per week. SLM vliegt het hele jaar door vijf keer per week. Martinair vloog vanaf 29 oktober 2006 tot 1 september 2008 elke zondag, op dinsdag met een tussenlanding in Trinidad en Tobago. Martinair heeft geprobeerd de concurrentie aan te gaan met KLM en SLM, maar de route bleek na een kleine twee jaar niet lucratief genoeg voor het bedrijf. Per 1 september 2008 werd de lijndienst naar Paramaribo met Martinair opgeheven. Surinam Airways en Insel Air onderhouden ieder driemaal per week de route Paramaribo naar Aruba en viermaal per week de route Paramaribo naar Curaçao. Surinam Airways vliegt vijfmaal per week naar Miami, driemaal via Aruba en tweemaal via Georgetown, Guyana. Surinam Airways vliegt viermaal per week op Belém in Brazilië, waarvan driemaal via Cayenne, Frans Guyana. De Braziliaanse luchtvaartmaatschappij Gol vliegt tweemaal per week naar Belém. Caribbean Airlines en Surinam Airways onderhouden elk viermaal per week de lijndienst Paramaribo naar Port of Spain, Trinidad & Tobago. TUIfly Nederland is sinds juni 2017 een lijndienst begonnen naar Paramaribo in samenwerking met de SLM, Tuifly zet een 787-8 dreamliner in op deze vlucht in combinatie met de Airbus 340 van de SLM. De lokale Surinaamse vliegmaatschappij Fly All Ways voert regionale lijndiensten en charters uit met haar Fokker 70-toestellen.

## Vervoerscijfers
De Johan Adolf Pengel Luchthaven wordt beheerd door de NV Luchthavenbeheer. In 2019, het topjaar, vervoerde Luchthavenbeheer ruim 520.000 passagiers. De luchthaven heeft zich tot doelstelling gesteld zich verder te ontwikkelen als hub tussen het Caraïbisch gebied en Zuid-Amerika. In juli 2019 starte Copa Airlines een lijnvlucht naar Panama. Op termijn hoopt de beheerder een miljoen passagiers per jaar te vervoeren, dit zou omstreeks het jaar 2033 moeten worden behaald.
| Jaar | Reizigers | Vliegbewegingen         |
| ---- | --------- | ----------------------- |
| 2013 | 455 426   | 3 222                   |
| 2014 | 457 666   | 3 127                   |
| 2015 | 482 570   | 3 505                   |
| 2016 | 478 537   | 3 664                   |
| 2017 | 445 104   | 2 877                   |
| 2018 | 450 979   | 2 813                   |
| 2019 | 528 999   | 4 679                   |
| 2020 | 157 337   | 2 266                   |
| 2021 | 138 346   | 2 312                   |
| 2022 | 416 088   | 4 411                   |
| 2023 | 464 222   | 4 128                   |
| 2024 | 444 763   | 3 175 * t/m 30 nov.2024 |